# Ernest Hamilton
Ernest Hamilton (17. dubna 1883 – 19. prosince 1964) byl kanadský hráč lakrosu, člen týmu, který v roce 1908 na olympijských hrách v Londýně vybojoval zlaté medaile.